# Campo de Fútbol de Vallecas
O Campo de Fútbol de Vallecas, anteriormente conhecido como Nuevo Estádio de Vallecas e Estádio Teresa Rivero, é um estádio de futebol da Espanha, localizado no bairro popular de Vallecas, a sudeste de Madrid, onde o Rayo Vallecano manda seus jogos.

## Construção
Construído em 1973, no mesmo lugar onde havia o antigo estádio, foi inaugurado em junho de 1976. Antes da abertura oficial, Rayo Vallecano e Real Valladolid fizeram o primeiro jogo na nova praça de esportes (válido pela segunda divisão), em maio do mesmo ano, tendo o atacante Manolo Álvarez, dos Pucelanos, feito o primeiro gol no local. 14.505 torcedores assistiram a partida.
pode acomodar 14.708 espectadores. Anteriormente, os espectadores foram contados como "em pé", e a capacidade de recebimento de público era estipulada em 20.000 pessoas. Com a mudança dos regulamentos da UEFA em 1996, o estádio passou a acomodar os espectadores confortavelmente sentados e a sua capacidade diminuiu.
Na primeira, ele foi nomeado como o novo Estádio de Vallecas. Em 1992, a família Ruiz-Mateos comprou a empresa e, dois anos depois, Teresa Rivero (esposa de José Maria Ruiz-Mateos) tornou-se a primeira mulher presidente de uma divisão da equipe de futebol da primeira divisão do Campeonato Espanhol. Durante sete anos, a partir de janeiro de 2004 a 2011, o estádio recebeu seu nome.
Em 2011, passou a ser referido como Campo de Futebol de Vallecas, na sequência de um referendo entre os fãs da equipe. O recorde de público na primeira divisão espanhola foi no jogo entre Rayo e Xerez, em maio de 2011; o jogo foi acompanhado por 15.500 espectadores.

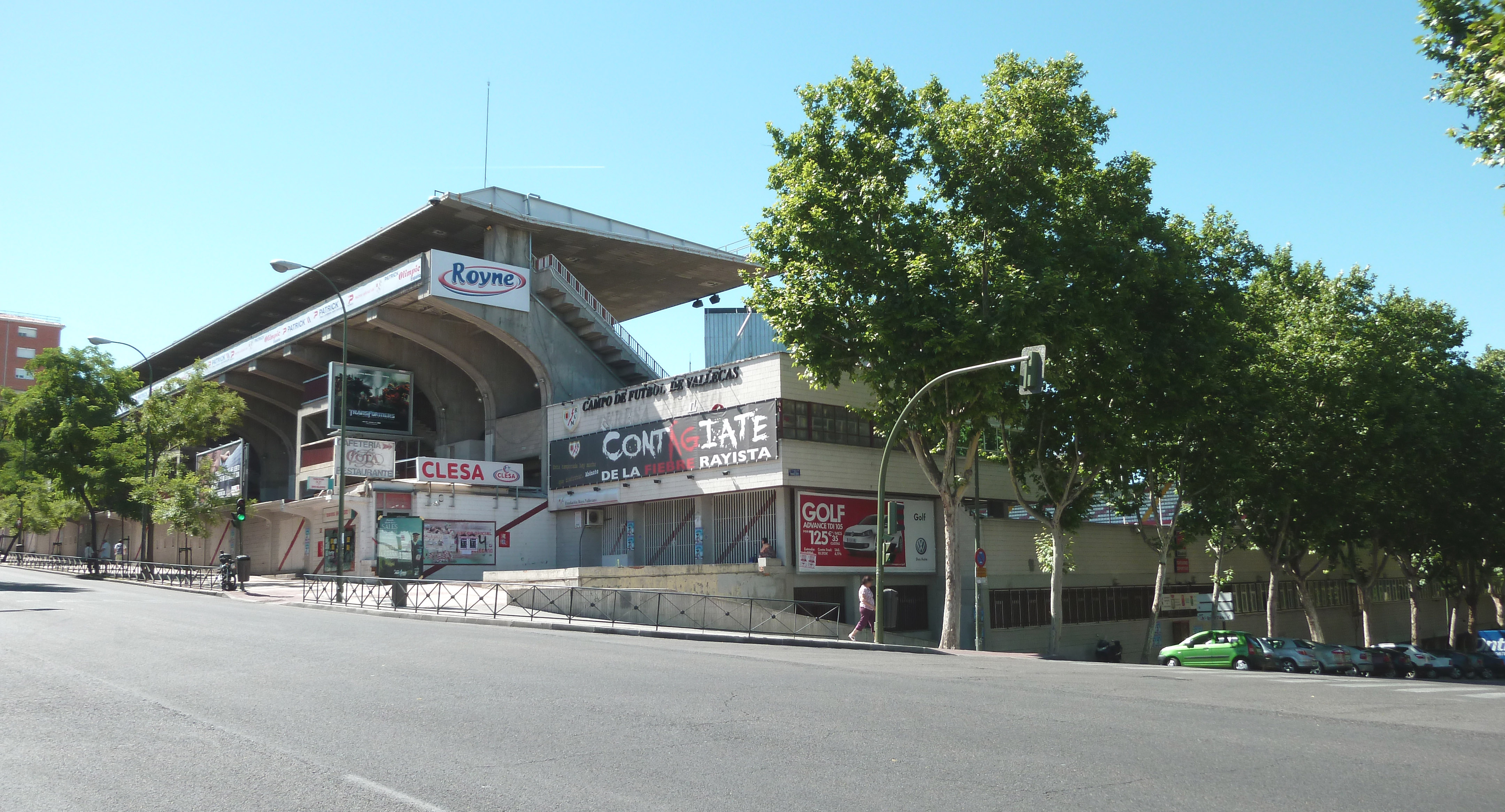
Vista externa do Campo de Fútbol de Vallecas.